# Bergrothomyia rostrifera
Bergrothomyia rostrifera là một loài ruồi trong họ Limoniidae. Chúng phân bố ở miền Australasia.